# Ekstra Bladet
Ekstra Bladet ist eine 1904 gegründete dänische Boulevardzeitung. Was ihre Bedeutung und Reichweite betrifft, ist die Zeitung das dänische Gegenstück zur Bild, jedoch enthält eine übliche Ausgabe deutlich mehr Seiten als ihr deutsches Pendant.
Die Geschichte der Zeitung begann im Februar 1904 als Extrablatt der Tageszeitung Politiken aus Anlass des Russisch-Japanischen Krieges von 1904 bis 1905. Als erstes eigentliches Boulevardblatt Dänemarks konkurriert die Zeitung seit 1916 mit Dänemarks zweiter großen Boulevardzeitung B.T.
Seine höchste Auflage erreichte das Boulevardblatt 1978 mit 249.000 Exemplaren. Seit dem Aufkommen des Internets und dem Erscheinen vieler Gratiszeitungen in den 1990er Jahren befindet sich die Zeitung nicht mehr nur im Wettbewerb mit B.T., sondern auch mit den größten Gratiszeitungen Dänemarks wie dem MetroXpress (Verlag Metro International, seit 2001) und Urban (2001–2012). So erreichte Ekstra Bladet im Juli 2011 eine durchschnittliche Auflage von 73.812 und fiel damit erstmals wieder hinter B.T. zurück.
Mit dem seit 1964 verwendeten Werbeslogan Tør, hvor andre tier! (Traut sich, wo andere schweigen) versteht sich die Zeitung als Aufdeckungsorgan, jedoch wird ihr nicht selten mangelnde Glaubwürdigkeit vorgeworfen. Insbesondere der Schriftsteller Klaus Rifbjerg hat sich immer wieder kritisch zur Zeitung geäußert.